# Hossein Sheikholeslam
Hossein Sheikholeslam (em persa: حسین شیخ‌الاسلام; Isfahan, 29 de novembro de 1952 — Teerã, 5 de março de 2020) foi um político iraniano e conselheiro do ministro das Relações Exteriores Javad Zarif. Foi também embaixador do Irã na Síria.

## Biografia
Formou-se na Universidade da Califórnia, em Berkeley.
Em 5 de março de 2020, morreu vítima do COVID-19, causado pelo novo coronavírus.